# Aparammoecius muzaffarabadensis
Aparammoecius muzaffarabadensis är en skalbaggsart som beskrevs av Riccardo Pittino 1997. Aparammoecius muzaffarabadensis ingår i släktet Aparammoecius och familjen Aphodiidae. Inga underarter finns listade i Catalogue of Life.